# Цешдорф
Цешдорф (њем. Zeschdorf) општина је у њемачкој савезној држави Бранденбург. Једно је од 45 општинских средишта округа Меркиш-Одерланд. Према процјени из 2010. у општини је живјело 1.373 становника. Посједује регионалну шифру (AGS) 12064539.

## Географски и демографски подаци
Цешдорф се налази у савезној држави Бранденбург у округу Меркиш-Одерланд. Општина се налази на надморској висини од 54 метра. Површина општине износи 40,3 km². У самом мјесту је, према процјени из 2010. године, живјело 1.373 становника. Просјечна густина становништва износи 34 становника/km².